# Erik Meyer-Helmund
Erik Meyer-Helmund (Russisch: Эрик Мейер-Гильмунд) (Sint-Petersburg, 13 april 1861 – Berlijn, 4 april 1932) was een Russisch-Duitse componist, dirigent en zanger (Bariton).

## Levensloop
Meyer-Helmund kreeg zijn eerste pianoles van zijn vader Ernst Meyer, die lange tijd dirigent van de Liedertafel in Sint-Petersburg alsook professor aan het Conservatorium van Sint-Petersburg was. Hij groeide in Sint-Petersburg en later in de Letse hoofdstad Riga op. Hij studeerde in Berlijn bij Friedrich Kiel (1821-1885) compositie en later in Frankfurt am Main bij Julius Stockhausen zang. In 1889 woonde hij in Hamburg, maar vanaf 1911 vertrok hij naar Berlijn en bleef er wonen.
Als componist werd hij vooral bekend door zijn opera's, maar hij schreef ook orkestwerken, balletten, liederen en kamermuziek.
Ernst Meyer, der langjährige Dirigent der Petersburger
Liedertafel und Professor am Konservatorium

## Composities

### Werken voor orkest
- 1889 Fantasie, voor viool en orkest, op. 44
- Ein Abend in St. Petersburg, Russische suite
  1. Mondnacht im Winter
  2. Mit dem Russischen Zigeunerorchester
  3. In der Troika
- Ballgeflüster, wals-intermezzo
- Canzonetta uit de opera "Margitta", voor orkest
- Der verliebte Harlekin, balletscène voor orkest
- Gang durch den Märchenwald, fantastisch intermezzo
- La Fée dansante, serenade
- Madame Pompadour, serenade
- Pawlowa, pizzicato wals
- Roccoco, salonstuk
- Serenade, voor orkest, op. 62
- Serenade burlesque, voor orkest, op. 10
- Tarantella
- Wandervögel, mars
- Wellenspiel, langzame wals
- Wonnetraum, intermezzo voor orkest, op. 95

### Werken voor harmonieorkest
- 1893 Serenade Roccoco
- 1901 Blissful Dream, intermezzo
- 1901 The Scandinavian songs
- 1904 Tanzweise, op. 28 nr. 2 bewerkt door: Louis-Philippe Laurendeau
- 1911 Das Zauberlied, bewerkt door: M. Granzow

### Muziektheater

#### Opera's
| Voltooid in | titel                 | aktes       | première                      | libretto                     |
| ----------- | --------------------- | ----------- | ----------------------------- | ---------------------------- |
| 1889        | Margitta              | 3 bedrijven | 20 november 1889, Maagdenburg | Rudolph Bunge, Julius Freund |
| 1892        | Der Liebeskampf       | 2 bedrijven | 1892, Dresden                 | van de componist             |
|             | Die beiden Klingsberg |             |                               |                              |
| 1894        | Trischka              | 1 akte      | 1894, Riga                    |                              |
| 1905        | Lucullus              | 3 bedrijven | 1905, Riga                    | naar August von Kotzebue     |
| 1912        | Taglioni              |             | 1912, Berlijn                 |                              |
| 1912        | Traumbilder           |             | 1912, Berlijn                 | naar Heinrich Heine          |

#### Operettes
| Voltooid in | titel                          | aktes | première       | libretto |
| ----------- | ------------------------------ | ----- | -------------- | -------- |
|             | Die Heiratslustigen            |       |                |          |
|             | Die Abdankung des Maharadschas |       |                |          |
| 1916        | Die schöne Frau Marlies        |       | 1916 Altenburg |          |

#### Balletten
- 1910 Münchener Bilderbogen
- Der Berggeist (Rübezahl)
- Pierrots Hochzeitsnacht

#### Toneelmuziek
- Berlin bleibt Berlin

### Vocale muziek

#### Werken voor koor
- 1895 Im schwarzen Walfisch zu Askalon, voor mannenkoor en piano
- Deutschland, blühe neu auf!, voor bariton en mannenkoor

#### Liederen
- naar 1883 Vier liederen, voor middenstem en piano, op. 3
  1. Lieb' Seelchen, lass' das Fragen - tekst: Hans von Hopfen
  2. Es war ein alter König - tekst: Heinrich Heine
  3. Hätt' es nimmer gedacht - tekst: Carl Siebel
  4. Serenade des Troubadours - tekst: van de componist
- 1884 Vier liederen, op. 12
  1. Mit dem süssen Duft des Flieders - tekst: van de componist
  2. Dein gedenk' ich, Margaretha - tekst: Joseph Viktor von Scheffel
  3. Es hat nicht sollen sein - tekst: Joseph Viktor von Scheffel
  4. Der Frühling wird wach! - tekst: Rudolph Baumbach
- 1885 Twee liederen, op. 17
  1. Letzter Wunsch - tekst: Wilhelm Hertz
  2. Wenn der Vogel naschen will - tekst: Rudolph Baumbach
- 1892 Drei Lieder, op. 71
  1. Gondoliers Lied
  2. Ich wandle unter Blumen - tekst: Heinrich Heine
- 1911 Vision (In der Klosterzelle), voor sopraan, harmonium en piano, op. 200
- Vier liederen, voor hoge zangstem en piano, op. 1
  1. Du lagst unter Veilchen und Rosen
  2. Warum? - tekst: Maximilian Bern
  3. Viele Träume - tekst: Robert Hamerling
  4. Das Nest
- Viel Träume, op. 4
- Neues Singen von alten Geschichten, Liebeslieder nach eigenen Texten, op. 5
  1. Leichter Verlust
  2. Im Volkston
  3. Geständnis
  4. Mein Liebchen
  5. Du fragst mich täglich
- Drie liederen, voor zangstem en piano, op. 7
  1. Verrat - tekst: Alexander Kaufmann
  2. Das verlassene Mädchen - tekst: Eduard Mörike
  3. Ein kleines Versehen - tekst: Julius Karl Reinhold Sturm
- Spielmannslieder von Rudolf Baumbach, op. 8
  1. Ach wie kühle
  2. Die Spinnerin im Monde
  3. Sternendienst
  4. Der Schwur
  5. Das letzte Kännchen
- Vier liederen, op. 9
  1. Zu deinen Füßen will ich ruhen - tekst: Otto Roquette
  2. Sanct Florian hilf! - tekst: Rudolph Baumbach
  3. In der Fremde - tekst: Rudolph Baumbach
  4. Lockung - tekst: Julius Wolff
- Vier liederen, op. 11
  1. Hannchan beim Pfarrer - tekst: Peter Rosegger
  2. Am Kreuzweg - tekst: Heinrich Heine
  3. Da droben im dunkeln Walde - tekst: van de componist
  4. Mädchenlied - tekst: van de componist
- Drie liederen, op. 15
  1. Neig' schöne Knospe - tekst: Friedrich Martin von Bodenstedt naar Mirzə Şəfi Vazeh
  2. Du bist die Herrlichste! tekst: Felix Ludwig Julius Dahn
  3. Wiegenlied - tekst: Friedrich Wilhelm Christian Gerstäcker
- Drie liederen, op. 16 - tekst: van de componist
  1. Warnung
  2. Das Fensterlein
  3. Spielmannstrost
- Twee liederen, op. 17
  1. Letzter Wunsch - tekst: Wilhelm Hertz
  2. Wenn der Vogel naschen will - tekst: Rudolf Baumbach
- Drie liederen, op. 18 - tekst: Albert Träger
  1. Ein Frühlingstraum
  2. Dein Lächeln
  3. Morgenständchen
- Drie liederen, op. 19
  1. Das Echo - tekst: Ignaz Franz Castelli
  2. Altdeutscher Liebesreim - tekst: Wernher von Tegernsee
  3. Guter Rath - tekst: Paul Heyse
- Drie liederen, op. 20
  1. Am Barbaratag - tekst: Martin Greif
  2. Marionetta - tekst: Hans Schmidt
  3. Unter dem Lindenbaum - tekst: Klaus Groth
- 1911 Drie liederen, op. 21
  1. Das Orakel - tekst: Rudolf Baumbach
  2. Das Zauberlied - tekst: Georg von Dyherrn
  3. Schätzel Ade! - tekst: Julius Karl Reinhold Sturm
- Drie liederen, op. 22
  1. Nachtigall, hüte dich! - tekst: Hermann von Lingg
  2. Schätzlein und Kätzlein - tekst: August Heinrich Hoffmann von Fallersleben
  3. Die Liebe
- Twee liederen, op. 23
  1. Schon ist die Mitternacht vorbei - tekst: Ernst Zitelmann
  2. Der Kuss
- Twee liederen, op. 24 - tekst: van de componist
  1. Gefangen
  2. Entschuldigung
- Drie liederen, op. 25
  1. Im Sommer such ein Liebchen dir - tekst: Ludwig Uhland
  2. Mädchen mit dem roten Mündchen - tekst: Heinrich Heine
  3. Schwäbisches Volkslied
- Drie liederen, op. 27
  1. Das macht, es hat die Nachtigall - tekst: Theodor Storm
  2. Was mich zu Dir so mächtig zog - tekst: Maximilian Bern
  3. Dein gedacht - tekst: van de componist
- Drie liederen, op. 29
  1. Die Botschaft - tekst: Heinrich Heine
  2. Ungarisches Ständchen
  3. Bitte - tekst: Nikolaus Lenau
- Vier liederen, op. 31
  1. Wenn du bei mein'm Schätzel kommst
  2. Der Mond kommt still gegangen - tekst: Emmanuel Geibel
  3. Frühlingslied - tekst: Heinrich Heine
  4. Oft sinn' ich hin und wieder - tekst: Friedrich Bodenstedt
- Twee liederen, op. 32
  1. Mein Liebchen, wir sassen beisammen - tekst: Heinrich Heine
  2. Ständchen - tekst: Friedrich Rückert
- Twee liederen, op. 33
  1. Nachbars Töffel
  2. Wie gerne Dir zu Füssen - tekst: Moritz, Graf von Strachwitz
- Twee liederen, op. 36
  1. Der Brief - tekst: Theodor Storm
  2. Herzbeklemmung - tekst: Otto Roquette
- Drie liederen, op. 46
  1. Kukuk - tekst: Julius Wolff
  2. Herzbeklemmung - tekst: Otto Roquette
  3. Antwort (Die Jugendzeit) - tekst: Hermann Erler
- Drie liederen, op. 49
  1. Ich ging im Wald durch Kraut und Gras - tekst: Julius Wolff
  2. Das macht das dunkelgrüne Laub - tekst: Oscar von Redwitz-Schmölz
  3. Abends im Dunkeln
- Drie liederen, op. 52
  1. Geheimniss
  2. Curiose Begebenheit
  3. Verwechslung - tekst: Rhingulf Eduard Wegener
- Vier liederen, op. 56
  1. Minnedienst - tekst: L. Maurice
  2. In der Johannisnacht - tekst: van de componist
  3. Nun bist du mein - tekst: Hermann Erler
- Vier liederen, op. 58
  1. Stelldichein
  2. Die schönste Zeit
  3. Wer hat Recht
  4. Die Gratulantin - tekst: Friedrich von Schiller
- Vier liederen, op. 61
  1. Sonntag - tekst: Johann Ludwig Uhland
  2. Morgens send' ich dir die Veilchen - tekst: Heinrich Heine
- Drie liederen, op. 73 - tekst: van de componist
  1. Dort in der kleinen Laube
  2. Ballgeflüster wals-intermezzo
  3. Liebesfrühling
- Drie liederen, op. 81
  1. Es hat die warme Frühlingsnacht - tekst: Heinrich Heine
- Drie liederen, op. 82
  1. Süßes Erwachen - tekst: Heinrich Heine
- Die schöne Kellnerin von Bacharach, liederen op gedichten van Wilhelm Müller, op. 89
  1. Das Röschen
  2. Der Kirchgang
  3. Was ist Schuld daran?
  4. Versprochen und zerbrochen
  5. Der letzte Gast
- Drie liederen, op. 90
  1. Liebeslenz - tekst: Julius Freund
  2. Verlassen - tekst: Hermann Erler
- Wonnetraum, op. 95
- Drie liederen, op. 98
  1. Sterne mit den gold'nen Füßchen - tekst: Heinrich Heine
- Dir gilt mein letztes Grüssen, op. 132. Nr. 1
- Todesahnung, op. 161 - tekst: Heinrich Heine
- Die Lehre, op. 169 - tekst: Heinrich Heine
- Im Traum sah ich die Geliebte, op. 173 - tekst: Heinrich Heine
- Rokoko-Liebeslied, voor zangstem en piano

### Werken voor mandolineorkest
- Chanson d'amour
- Souvenir d'Isola Bella

### Werken voor piano
- 1887 Arabesque
- 1887 Ballet Musik
- 1895 J'y pense! - Ritornell
- Album: 8 Salonstukken
- Bostonade
- Mazurka in b-mineur, op. 40, nr. 2
- Mazurka nr. 2 – Maschka
- Nachtstücke (Nocturnes), op. 135
- Valse noble, op. 88 nr. 3